# پوتسار
پوتسار (به آلمانی: Putzar) یک منطقهٔ مسکونی در آلمان است که در بولدکوو واقع شده‌است. پوتسار ۲۰۶ نفر جمعیت دارد.